# Anagyrus qadrii
Anagyrus qadrii är en stekelart som först beskrevs av Hayat, Alam och Agarwal 1975.  Anagyrus qadrii ingår i släktet Anagyrus och familjen sköldlussteklar. Inga underarter finns listade i Catalogue of Life.